# Шарлот (Ајова)
Шарлот (енгл. Charlotte) град је у америчкој савезној држави Ајова. По попису становништва из 2010. у њему је живело 394 становника.

## Демографија
Према попису становништва из 2010. у граду је живело 394 становника, што је 27 (6.4%) становника мање него 2000. године.
| Група             | 2000.       | 2010.       |
| Белци             | 404 (96,0%) | 339 (86,0%) |
| Афроамериканци    | 1 (0,2%)    | 3 (0,8%)    |
| Азијати           | 2 (0,5%)    | 8 (2,0%)    |
| Хиспаноамериканци | 10 (2,4%)   | 46 (11,7%)  |
| Укупно            | 421         | 394         |